# وادي قرين الغزال
وادي قرين الغزال؛ هو أحد أودية منطقة تبوك.

## الآثار
أعلنت هيئة التراث بالمملكة العربية السعودية عن تسجيل وادي قرين الغزال كأحد المواقع الأثرية بالمملكة لاحتوائه على نقوش صخرية وكتابات تعود لعصر ما بعد الإسلام بالإضافة إلى منشآت حجرية.